# Lothar Berg (Schriftsteller)

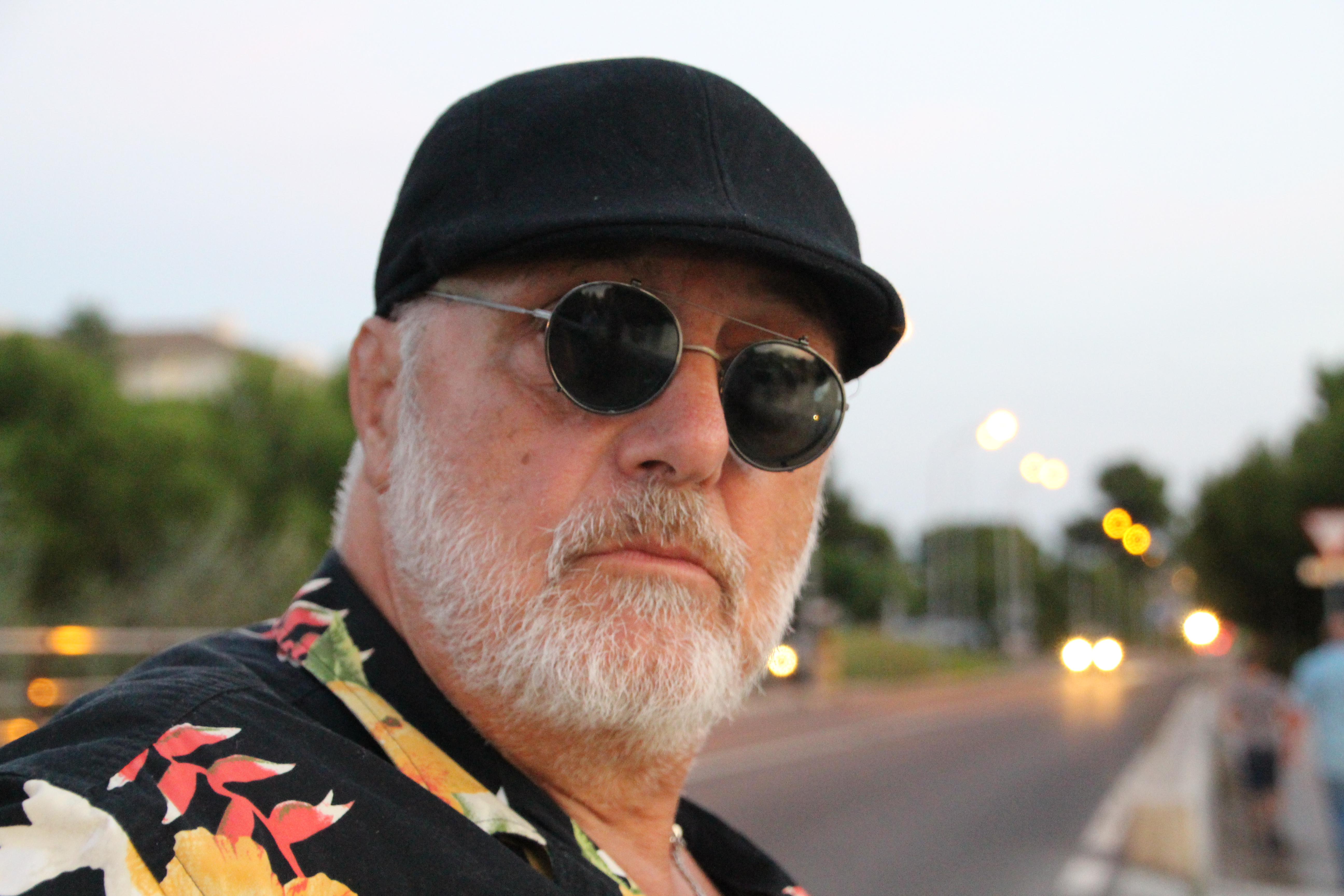
Lothar Berg (2016)

Lothar Berg (* 23. Januar 1951 im Ruhrgebiet) ist ein deutscher Schriftsteller, Drehbuchautor und Liedertexter, der  mit seinem Buch Fenster der Gewalt bekannt wurde. Darüber hinaus arbeitet er als Regisseur und engagiert sich in sozialen Projekten.

## Leben
Lothar Berg wurde 1951 an der Ruhr geboren. Er schloss die Schule mit der kaufmännischen mittleren Reife ab. Im Anschluss war er in verschiedenen Berufszweigen und in unterschiedlichen sozialen Milieus tätig. In den 1980er Jahren qualifizierte er sich über Abendlehrgänge und IHK-Prüfungen zum senatszugelassenen Fuhrunternehmer mit Entsorgungsfachbetrieb in Berlin. Anfang des neuen Jahrtausends schrieb er Fenster der Gewalt und begründete damit auch einen gleichnamigen Verein, der sich für Gewaltprävention bei Jugendlichen starkmachte. Seit 2004 hat sich Berg ausschließlich seinem künstlerischen Schaffen verschrieben.
Lothar Berg lebt und arbeitet in Berlin.

## Schaffen
Seine Veröffentlichungen befassen sich zumeist mit Alltagscharakteren, den menschlichen Schicksalen und den Abgründen des menschlichen Daseins. Seine Kurzgeschichten, Romane und Poesie sind ein ständiger Drahtseilakt zwischen Drama und Komödie. Die Werke zeichnet die ehrliche, authentische und brachiale Sprache aus, die keinen Zweifel an den Absichten der Protagonisten zulässt.
Lothar Berg verbindet seine Lebenserfahrung, seine eigenen Erlebnisse mit Fiktion und dominiert durch Authentizität, die seinen Werken Glaubhaftigkeit verleiht. Oft finden Zuhörer in ihnen eine Nähe zu Charles Bukowski wieder. Die von Berg verfasste Biografie des Sumo Weltmeisters Alexander Czerwinski erhielt Beachtung, ebenso wie der Kriminalroman Cool – Ein ganz normaler Arbeitstag, für den Schauspieler Ben Becker im Klappentext große Anerkennung zollte. Mit der Biografie des Russlanddeutschen Alexander D. setzt Berg einen neuen Aspekt in der Betrachtung von Migration und Integration.
Zu Beginn seines kreativen Schaffens arbeitete er mit Prominenten der Film- und Theaterszene zusammen, für die er die Lesungen inszeniert (Kriminal Theater, Urania, Atomschutzbunker Berlin, La Luz), bis er dann schließlich selbst auftrat: mal mit Solo Musikern, mal mit Rockband und GoGo Girls oder mit Kampfsportlern.
„Steve Seitz singt Strassenlieder von Lothar Berg“ wurde produziert von Christoph Rinnert, zum Film 70 Grad – Wenn das Blut kocht hat der Autor das Drehbuch geschrieben und Regie geführt. 2015 nahm der Bastei Lübbe Verlag Berg für einen Thriller unter Vertrag, der 2016 in der E-Book Reihe „Hochspannung“ veröffentlicht wurde. Weitere Veröffentlichungen folgten.                                                                                                                                                                                                   Berg ist zudem der Betreiber eines LIVE STREAMS auf Facebook (freitags 19.00 Uhr), in dem er mit kleinen Lesungen das Interesse für Literatur und Sprache fördern möchte.

## Veröffentlichungen

### Belletristik
- Fenster der Gewalt. Pikosso Publ., Berlin 2001, ISBN 3-8330-0183-6.
- Schneeflöckchen, Mordsglöckchen. Edition Karo, Berlin 2009, ISBN 978-3-937881-09-6.
- Konstantin Reloaded. Éditions trèves, Trier 2010, ISBN 978-3-88081-548-3.
- Rüdenmässig Leben. Norderstedt 2010, ISBN 978-3-8391-7020-5.
- Berlin blutrot: 16 Autoren, 34 Tote, eine Stadt. Kölnisch Preußische Lektoratsanstalt, Köln 2013, ISBN 978-3-940610-13-3.
- Bäng! Skurriles, Absurdes, Tödliches. AAVAA Verlag, Hohen Neuendorf bei Berlin 2013, ISBN 978-3-944223-12-4.
- Sozialismus, Skinhead, Sumo – Das Leben des Alexander Czerwinski – Biografie. AAVAA Verlag, Hohen Neuendorf bei Berlin 2014, ISBN 978-3-944223-18-6.
- COOL – Ein ganz normaler Arbeitstag. AAVAA Verlag, Hohen Neuendorf bei Berlin 2014, ISBN 978-3-8391-7020-5.
- Killercode. Bastei Entertainment, 2016, ISBN 978-3-7325-2017-6.
- Ein ganz heißes Ding, Norderstedt 2018, ISBN 978-3-7528-3756-8
- Migrant ... und nun? -  Das Leben des Alexander „Sascha“ D. - Biografie,  Anthea Verlag 2020, ISBN 978-3-89998-332-6
- Das volle Programm - Thorsten „Totti“ Küster erinnert sich - Biografie, Anthea Verlag, 2022, ISBN 978-3-89998-393-7
- Kira (9) und Guzel (41) - Was der Ukraine-Krieg mit uns machte - Biografie Norderstedt 2023, ISBN 978-3-7583-1060-7

### Film
- Hard Cover (Drehbuchberatung), Produktion Little Shark Entertainment, 2008
- Nicht mein Tag (Dialog Polishing), Regie: Peter Thorwarth, Produktion: Rat Pack Filmproduktion 2013
- 70 Grad – Wenn das Blut kocht (Spielfilm), Buch/Regie: Lothar Berg, Produktion: Thorsten Wiemer / Lothar Berg
- Tool-Co (Imagefilm), Script/Regie: Lothar Berg, Produktion: Tool-Co
- Poker Lounge Berlin (Imagefilm), Script/Regie: Lothar Berg, Produktion: Poker Lounge Berlin
- Bad City (Drecksnest) (Musikvideo), Text/Script/Regie/Produktion: Lothar Berg
- Hangman (Musikvideo), Script/Regie: Lothar Berg, Produktion: Christoph Rinnert
- Migrant ... und nun?, Idee, Buch, Regie: Lothar Berg, Kamera, Schnitt: Thorsten Wiemer, Produktion: Dik, Berg
- Alter Drecksack, 105 Internetspots, Idee, Buch, Regie: Lothar Berg

### Musik / Hörbuch
- Steve Seitz singt Straßenlieder von Lothar Berg, Produktion: Christoph Rinnert
- „Rüdenmässig leben“, Hörbuch, https://audioteka.com/de/audiobook/rudenmassig-leben---das-horbuch / Laufzeit 76 Minuten
- „COOL - Ein ganz normaler Arbeitstag“, Hörbuch, ISBN 978-3-944223-17-9 Format: MP3-Hörbuch Download / Laufzeit ca. 538 Minuten.

### Bühnenprogramme
- „Alter Drecksack liest…“
- „Brachiale Poesie“
- „Rotlicht und Blaulicht“
- „Mörderische Lesung“
- „COOL – Ein ganz normaler Arbeitstag.“
- „BÄNG!“
- „Killercode“
- „Ein ganz heißes Ding“
- „Migrant ... und nun?“
- „Das volle Programm“